# Acanthurus nigricans
Acanthurus nigricans (Linnaeus, 1758) è un pesce osseo marino appartenente alla famiglia Acanthuridae.

## Distribuzione e habitat
A. nigricans ha un vasto areale che comprende una piccola parte dell'oceano Indiano (solo alle isole Cocos-Keeling e all'isola di Natale), l'oceano Pacifico occidentale dalle isole Ryūkyū e la grande barriera corallina australiana fino alle Hawaii e alla Polinesia francese e il Pacifico orientale lungo le coste messicane e alle isole Revillagigedo, Cocos e Galápagos.
É un abitatore delle barriere coralline dove si può trovare sia all'esterno che nelle acque calme delle lagune. Popola anche fondi rocciosi. I giovanili stanno nascosti fra i coralli ramificati.
Si può trovare tra 1 e 67 metri di profondità.

## Descrizione
Questa specie, come gli altri Acanthurus, ha corpo ovale, compresso lateralmente, e bocca piccola posta su un muso sporgente; sul peduncolo caudale è presente una spina mobile molto tagliente. La pinna dorsale è unica e piuttosto lunga, di altezza uniforme. La pinna anale è simile ma più corta. La pinna caudale è tronca o leggermente incavata al centro. Le scaglie sono molto piccole. La livrea dell'adulto è fondamentalmente nerastra, che talvolta sfuma al giallastro nella parte posteriore. Sotto l'occhio è presente una macchia bianca allungata distintiva della specie. Le labbra hanno un bordo bianco. La spina sul peduncolo caudale è gialla, così come una fascia alla base delle pinne dorsale e anale. Pinna caudale bianca con una fascia verticale gialla nell'ultimo quarto. La livrea non mostra variazioni geografiche nel vastissimo areale di questa specie.
È riportata la taglia massima di 21,3 cm di lunghezza.

## Biologia
La longevità massima nota è di 34 anni.

### Comportamento
Gli adulti si trovano generalmente in gruppi di varia dimensione, talora solitari. É un animale territoriale.

### Alimentazione
Basata su alghe bentoniche.

### Riproduzione
Forma coppie monogame. La larva effettua la metamorfosi alla forma adulta a una lunghezza di circa 6 cm. Forma ibridi con Acanthurus achilles,  questi ibridi sono noti con il nome di Acanthurus rackliffei.

## Pesca
Viene pescato per il consumo locale.

## Acquariofilia
É presente sul mercato dei pesci d'acquario.

## Conservazione
A. nigricans è comune in tutto il vastissimo areale e le popolazioni sono numericamente stabili. Non sembrano sussistere minacce per questa specie. La Lista rossa IUCN classifica la specie come "a rischio minimo".